# Century of Progress Architectural District
Le Century of Progress Architectural District est un district historique américain situé à Beverly Shores, dans le comté de Porter, en Indiana. Protégé au sein du parc national des Indiana Dunes, il est inscrit au Registre national des lieux historiques depuis le 30 juin 1986. Il comprend cinq maisons présentées comme futuristes lors de l'exposition universelle de 1933 à Chicago et déplacées depuis Northerly Island depuis lors.